# Liste der Monuments historiques in Kerfot
Die Liste der Monuments historiques in Kerfot führt die Monuments historiques in der französischen Gemeinde Kerfot auf.

## Liste der Bauwerke
| Bezeichnung       | Beschreibung              | Standort                  | Kennzeichnung | Schutzstatus | Datum | Bild           |
| ----------------- | ------------------------- | ------------------------- | ------------- | ------------ | ----- | -------------- |
| Kirche Notre-Dame | Erbaut im 16. Jahrhundert | Place de la Mairie (Lage) | PA00089211    | Inscrit      | 1925  | weitere Bilder |

## Liste der Objekte

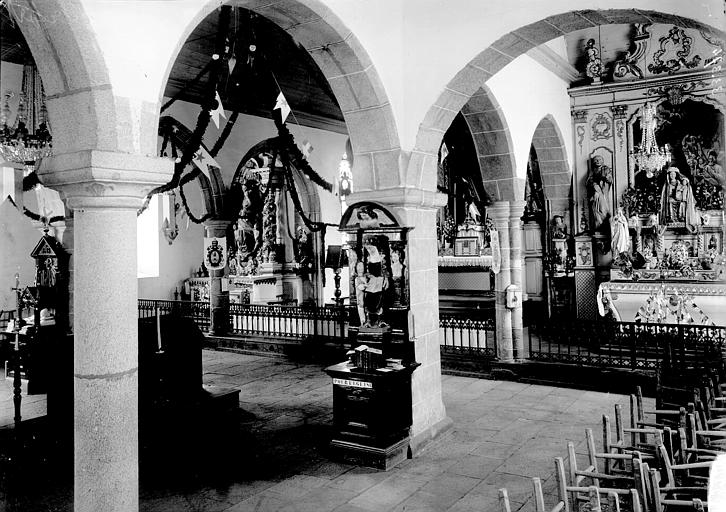
Innenansicht der Kirche Notre-Dame

- Monuments historiques (Objekte) in Kerfot in der Base Palissy des französischen Kultusministeriums